# Équipe d'Irlande féminine de basket-ball
Cet article traite de l'équipe féminine. Pour l'équipe masculine, voir Équipe d'Irlande masculine de basket-ball.
Maillots
L'équipe d'Irlande féminine de basket-ball est l'équipe nationale qui représente l'Irlande et l'Irlande du Nord dans les compétitions internationales féminine de basket-ball.. Elle est placée sous l'égide de la Fédération irlandaise de basket-ball (Basketball Ireland ou BI). L'équipe est affiliée à la FIBA depuis 1947. Son surnom est "Na cailíní i nglas", ce qui signifie « Les filles en vert ».

## Histoire
Après six années d'éclipse, l'Irlande effectue son retour dans les compétitions internationales en s'inscrivant pour le Championnat d'Europe des petits pays avec le soutien des 18 clubs du pays.
Parmi les joueuses pressenties figurent Orla O'Reilly, qui débute à l'automne 2015 sa troisième saison en Espagne à CB Bembibre, et Jessica Scannell aux Melbourne Tigers en Australie.

## Résultats

### Palmarès
| Compétitions mondiales                             | Compétitions continentales                                                                                |
| -------------------------------------------------- | --- |
| - Jeux olympiques - Néant - Coupe du monde - Néant | - EuroBasket - Néant - Championnat d'Europe des petits pays - Finaliste en 1989, 1991, 1993, 2016 et 2021 |

### Parcours en compétitions internationales

#### Jeux olympiques
| Année | Position      |      | Année         | Position |               | Année | Position |
| 1976  | Non qualifiée | 1996 | Non qualifiée | 2016     | Non qualifiée |       |          |
| 1980  | Non qualifiée | 2000 | Non qualifiée | 2020     | Non qualifiée |       |          |
| 1984  | Non qualifiée | 2004 | Non qualifiée | 2024     | Non qualifiée |       |          |
| 1988  | Non qualifiée | 2008 | Non qualifiée | 2028     | -             |       |          |
| 1992  | Non qualifiée | 2012 | Non qualifiée | 2032     | -             |       |          |

#### Coupe du monde
| Année | Position      |      | Année         | Position |               | Année | Position |
| 1953  | Non qualifiée | 1979 | Non qualifiée | 2006     | Non qualifiée |       |          |
| 1957  | Non qualifiée | 1983 | Non qualifiée | 2010     | Non qualifiée |       |          |
| 1959  | Non qualifiée | 1986 | Non qualifiée | 2014     | Non qualifiée |       |          |
| 1964  | Non qualifiée | 1990 | Non qualifiée | 2018     | Non qualifiée |       |          |
| 1967  | Non qualifiée | 1994 | Non qualifiée | 2022     | Non qualifiée |       |          |
| 1971  | Non qualifiée | 1998 | Non qualifiée | 2026     | -             |       |          |
| 1975  | Non qualifiée | 2002 | Non qualifiée | 2030     | -             |       |          |

#### EuroBasket
| Année | Position      |      | Année         | Position |               | Année | Position |
| 1938  | Non qualifiée | 1976 | Non qualifiée | 2003     | Non qualifiée |       |          |
| 1950  | Non qualifiée | 1978 | Non qualifiée | 2005     | Non qualifiée |       |          |
| 1952  | Non qualifiée | 1980 | Non qualifiée | 2007     | Non qualifiée |       |          |
| 1954  | Non qualifiée | 1981 | Non qualifiée | 2009     | Non qualifiée |       |          |
| 1956  | Non qualifiée | 1983 | Non qualifiée | 2011     | Non qualifiée |       |          |
| 1958  | Non qualifiée | 1985 | Non qualifiée | 2013     | Non qualifiée |       |          |
| 1960  | Non qualifiée | 1987 | Non qualifiée | 2015     | Non qualifiée |       |          |
| 1962  | Non qualifiée | 1989 | Non qualifiée | 2017     | Non qualifiée |       |          |
| 1964  | Non qualifiée | 1991 | Non qualifiée | 2019     | Non qualifiée |       |          |
| 1966  | Non qualifiée | 1993 | Non qualifiée | 2021     | Non qualifiée |       |          |
| 1968  | Non qualifiée | 1995 | Non qualifiée | 2023     | Non qualifiée |       |          |
| 1970  | Non qualifiée | 1997 | Non qualifiée | 2025     | Non qualifiée |       |          |
| 1972  | Non qualifiée | 1999 | Non qualifiée | 2027     | -             |       |          |
| 1974  | Non qualifiée | 2001 | Non qualifiée | 2029     | -             |       |          |